# Stupid Hoe
Stupid Hoe è un brano musicale della rapper trinidadiana Nicki Minaj, diciannovesima traccia del suo secondo album in studio Pink Friday: Roman Reloaded.
Il brano, seppur la cantante non lo ammetta esplicitamente nel testo, parla della rapper statunitense Lil Kim. È stato scritto dalla stessa Maraj e Tina Dunham e prodotto da quest'ultima.
Il video di Stupid Hoe è stato pubblicato ufficialmente sul canale Vevo della cantante il 20 gennaio 2012.

## Critiche
Stupid Hoe ha ricevuto critiche contrastanti. Rap-Up ha affermato che Nicki Minaj maneggia "armi da fuoco fiammeggianti" e ha notato la frecciata leggermente velata rivolta a Lil Kim, scrivendo che "il fuoco è stato riacceso".

## Tracce
Download digitale
1. Stupid Hoe – 3:16

CD
1. Starships – 3:30
2. Stupid Hoe – 3:16

## Classifiche
| Classifica (2011) | Posizione massima |
| ----------------- | ----------------- |
| Canada            | 87                |
| Regno Unito       | 63                |
| Stati Uniti       | 59                |